# Кузнецов, Николай Павлович (лётчик)
Николай Павлович Кузнецов (1922—1997) — Гвардии подполковник Советской Армии, участник Великой Отечественной войны, Герой Советского Союза (1945).

## Биография
Николай Кузнецов родился 22 апреля 1922 года в деревне Ануфриево (ныне — Боровичский район Новгородской области). Окончил девять классов школы и аэроклуб. В ноябре 1940 года Кузнецов был призван на службу в Рабоче-крестьянскую Красную Армию. С июня 1943 года — на фронтах Великой Отечественной войны. Принимал участие в боях на Юго-Западном, 3-м и 1-м Украинском фронтах.
К апрелю 1945 года гвардии лейтенант Николай Кузнецов командовал звеном 95-го гвардейского штурмового авиаполка 5-й гвардейской штурмовой авиадивизии 2-го гвардейского штурмового авиакорпуса 2-й воздушной армии 1-го Украинского фронта. К тому времени он совершил 126 боевых вылетов на штурмовку скоплений боевой техники и живой силы противника, нанеся ему большие потери.
Указом Президиума Верховного Совета СССР от 27 июня 1945 года за «отвагу и мужество, проявленные при нанесении штурмовых ударов по врагу» гвардии лейтенант Николай Кузнецов был удостоен высокого звания Героя Советского Союза с вручением ордена Ленина и медали «Золотая Звезда» за номером 7916.
После окончания войны Кузнецов продолжил службу в Советской Армии. В 1947 году он окончил Краснодарскую высшую офицерскую авиационную школу штурманов, в 1954 году — Военно-воздушную академию. В январе 1971 года в звании подполковника Кузнецов был уволен в запас. Проживал и работал в Минске.
Умер 2 января 1997 года, похоронен в Минске.
Был также награждён двумя орденами Красного Знамени, орденом Отечественной войны 1-й степени, двумя орденами Красной Звезды, рядом медалей.